# Cori-ciklus
Cori-ciklus, je ciklus u kojemu laktat, koji nastaje u eritrocitima (crvene krvne stanice) i mišićima, za vrijeme anaerobnog staničnog disanja, prelazi u jetri ponovno u glukozi.
Naziv je dobio prema svojim otkrivačima (Carl Ferdinand Cori i  Gerty Theresa Cori). 

## Ciklus
Kada mišić treba energiju za vrijeme kratkotrajnih i napornih pokreta, mišićne stanice energiju (tj. ATPa) dobivaju anaerobnom (bez prisutnosti kisika) razgradnjom glukoze. Produkt toga procesa je laktat koji difuzijom prelazi u krvotok i dalje do jetre, gdje ga enzim laktat dehidrogenaza pretvara u piruvat. Piruvat se tada procesom glukoneogeneze pretvara ponovno u glukozu. Novo nastala glukoza spremna je mišićnim stanicama i eritrocitima ponovno služiti kao izvor energije. Za izvršenje ovog ciklusa potroši se otprilike 4 molekule ATPa.

## Važnost
Važnost ciklusa leži u prevenciji acidoze (laktatne) pod anaerobnim uvjetima u mišiću. Zbog nakupljanja laktata dolazi do grčenja mišića. Jedini način kemijskog iskorištavanja laktata u tijelu je pomoću laktat dehidrogenaze.